# Certima cephalionaria
Certima cephalionaria là một loài bướm đêm trong họ Geometridae.